# Woolstock (Iowa)
Woolstock es una ciudad ubicada en el condado de Wright en el estado estadounidense de Iowa. En el Censo de 2010 tenía una población de 168 habitantes y una densidad poblacional de 61,19 personas por km².

## Geografía
Woolstock se encuentra ubicada en las coordenadas 42°33′53″N 93°50′36″O / 42.56472, -93.84333. Según la Oficina del Censo de los Estados Unidos, Woolstock tiene una superficie total de 2.75 km², de la cual 2.75 km² corresponden a tierra firme y (0%) 0 km² es agua.

## Demografía
Según el censo de 2010, había 168 personas residiendo en Woolstock. La densidad de población era de 61,19 hab./km². De los 168 habitantes, Woolstock estaba compuesto por el 96.43% blancos, el 0.6% eran afroamericanos, el 0.6% eran amerindios, el 0% eran asiáticos, el 0% eran isleños del Pacífico, el 0% eran de otras razas y el 2.38% pertenecían a dos o más razas. Del total de la población el 1.19% eran hispanos o latinos de cualquier raza.